# Велокат
Велокат (Vellocatus) e крал на келтското племе бриганти в Северна Англия в началото на римското господство над Британия и съпруг на кралица Картимандуа. Управлява от 52 до около 69 г.

## Управление
Той е бивш носител на оръжието на Венуций, съпругът на Картимандуа, царицата на бригантите и съюзничка на Рим. През 51 г. Картимандуа предава на римляните окован във вериги търсещият при нея убежище княз на силурите Каратак. След това забогатява, развежда се от Венуций и се омъжва за Велокат. Той става съ- регент през 52 г.
През 69 г. бригантите въстават, Венуций напада царството. Римският управител Марк Ветий Болан изпраща на Картимандуа и Велокат само няколко кохорти, които ги завеждат на сигурно място, а царството трябва да отстъпят на Венуций.